# Olena Tatarkova
Olena Valeriïvna Tatarkova, accreditata come Elena Tatarkova dalla WTA (in ucraino Олена Валеріївна Tатаркова?, in russo Елена Валерьевна Татаркова?, Elena Valer'evna Tatarkova; Odessa, 22 agosto 1976), è un'ex tennista ucraina.

## Biografia
Diventò professionista a 17 anni. Nel ranking raggiunse la 46ª posizione il 10 maggio del 1999.
Vinse nel 2003 il Nordea Nordic Light Open in doppio; esibendosi con Evgenija Kulikovskaja ebbe la meglio in finale contro Tetjana Perebyjnis e Silvija Talaja con uno score di 6–2, 6–4. Altro doppio vinto nello stesso anno fu il GDF SUEZ Grand Prix dove in coppia con Petra Mandula sconfisse in finale Conchita Martínez Granados e Tetjana Perebyjnis (6-3, 6-1).

## Statistiche

### Risultati in progressione
| Sigla | Risultato               |
| ----- | ----------------------- |
| V     | Vincitore               |
| F     | Finalista               |
| SF    | Semifinalista           |
| O     | Oro olimpico            |
| A     | Argento olimpico        |
| SF    | Bronzo olimpico         |
| QF    | Quarti di Finale        |
| 4T    | Quarto turno            |
| 3T    | Terzo turno             |
| 2T    | Secondo turno           |
| 1T    | Primo turno             |
| RR    | Round Robin             |
| LQ    | Turno di qualificazione |
| A     | Assente                 |
| ND    | Non disputato           |

| Legenda superfici    |
| -------------------- |
| Cemento              |
| Terra battuta        |
| Erba                 |
| Superficie variabile |

#### Singolare nei tornei del Grande Slam
| Torneo          | 1996 | 1997 | 1998 | 1999 | 2000 | 2001 | 2002 | 2003 | 2004 | 2005 | 2006 |
| --------------- | ---- | ---- | ---- | ---- | ---- | ---- | ---- | ---- | ---- | ---- | ---- |
| Australian Open | A    | A    | 1T   | 1T   | A    | A    | 1T   | A    | A    | A    | A    |
| Open di Francia | A    | A    | 3T   | 1T   | A    | A    | A    | A    | A    | A    | A    |
| Wimbledon       | A    | A    | 2T   | 2T   | A    | A    | 1T   | A    | A    | A    | A    |
| US Open         | A    | A    | 1T   | 1T   | A    | A    | A    | A    | A    | A    | A    |

#### Doppio nei tornei del Grande Slam
| Torneo          | 1996 | 1997 | 1998 | 1999 | 2000 | 2001 | 2002 | 2003 | 2004 | 2005 | 2006 |
| --------------- | ---- | ---- | ---- | ---- | ---- | ---- | ---- | ---- | ---- | ---- | ---- |
| Australian Open | A    | A    | 3T   | 3T   | 1T   | A    | 1T   | 2T   | 1T   | A    | A    |
| Open di Francia | 1T   | A    | 1T   | 1T   | 2T   | SF   | 2T   | 1T   | 1T   | A    | A    |
| Wimbledon       | A    | 1T   | 2T   | F    | A    | 1T   | 3T   | 2T   | 1T   | A    | A    |
| US Open         | A    | 2T   | 2T   | 1T   | A    | 1T   | 1T   | A    | 1T   | A    | A    |

#### Doppio misto nei tornei del Grande Slam
| Torneo          | 1996 | 1997 | 1998 | 1999 | 2000 | 2001 | 2002 | 2003 | 2004 | 2005 | 2006 |
| --------------- | ---- | ---- | ---- | ---- | ---- | ---- | ---- | ---- | ---- | ---- | ---- |
| Australian Open | A    | A    | A    | 2T   | QF   | A    | A    | A    | A    | A    | A    |
| Open di Francia | A    | A    | 2T   | 2T   | 3T   | A    | A    | A    | A    | A    | A    |
| Wimbledon       | A    | A    | 2T   | 2T   | A    | 2T   | 1T   | 2T   | 1T   | A    | A    |
| US Open         | A    | A    | 1T   | QF   | A    | QF   | A    | A    | A    | A    | A    |

## Vittorie contro giocatrici top 10
| Stagione | 1998 | Totale |
| -------- | ---- | ------ |
| Vittorie | 1    | 1      |

| #    | Giocatrice    | Ranking | Evento                         | Superficie | Turno | Punteggio | Rank. ETR |
| ---- | ------------- | ------- | ------------------------------ | ---------- | ----- | --------- | --------- |
| 1998 |               |         |                                |            |       |           |           |
| 1.   | Irina Spîrlea | 9       | Acura Classic, Manhattan Beach | Cemento    | 2T    | 6-2, 6-2  | 63        |